# Henrik Stangerup
Pour les articles homonymes, voir Stangerup.
Henrik Stangerup (né à Frederiksberg le 1er septembre 1937 – mort le 4 juillet 1998 à Copenhague) est un écrivain et réalisateur danois.

## Biographie
Né à Frederiksberg, il est le fils du professeur de philosophie et critique littéraire, Hakon Stangerup (1908-1976), et de son épouse, l'actrice du théâtre royal de Copenhague, Betty Söderberg (1910-1993) et le frère de la femme de lettres Helle Stangerup. Il épouse l'actrice Lotte Tarp (1945-2002) en 1967, dont il divorce en 1976 et se remarie en 1982 avec Susanne Krage.
Henrik Stangerup étudie la théologie à l'université de Copenhague, et publie un premier recueil de nouvelles en 1958, puis il vit à Paris, où il devient journaliste. Il est envoyé par divers journaux danois au Brésil et en France. Il s'installe comme correspondant à Paris en 1964, où il fait partie de la « bohême » tumultueuse de cette époque, jusque dans les années 1970. Il se fait un nom de cinéaste, avec quatre de ses films, mais c'est surtout comme romancier qu'il se fait connaître. Il s'efforce de condamner un certain conformisme.
En 1982, il reçoit le Prix Amalienborg pour l'ensemble de son œuvre et, en 1986, le Prix de l'Académie danoise. Il est fait chevalier de l'Ordre des Arts et des Lettres en 1986.

## Œuvre

## Filmographie

### Comme réalisateur et/ou scénariste
- 1967 : Asta Nielsen (cout-métrage)
- 1969 : Manden der tænkte ting (film)
- 1970 : Giv Gud en chance om søndagen (film)
- 1970 : Græsset må ikke betrædes (film)
- 1972 : Farlige kys (film)
- 1977 : Jorden er flad (film)

### Comme auteur adapté
- 1990 : L'Homme qui voulait être coupable (da) (Manden der ville være skyldig) de Ole Roos, d'après le roman éponyme.

### Comme acteur
- 1972 : Man sku' være noget ved musikken de Henning Carlsen